# Haiti tại Thế vận hội
Haiti tham dự Thế vận hội lần đầu năm 1900. Quốc gia này có tấm huy chương Olympic đầu tiên năm 1924, khi tuyển bắn súng nam Haiti xếp thứ ba nội dung súng trường tự do đồng đội. Kỳ đại hội sau đó lại chứng kiến một vận động viên (VĐV) Haiti, Silvio Cator, giành huy chương bạc nhảy xa (nam). Haiti chưa từng tham gia Thế vận hội Mùa đông.

## Bảng huy chương

### Huy chương tại các kỳ Thế vận hội Mùa hè
| Năm                 | Số môn tham dự | Số VĐV        | Số nội dung tham dự | Huy chương    | Huy chương    | Huy chương    | Huy chương    | Xếp thứ       |
| ------------------- | -------------- | ------------- | ------------------- | ------------- | ------------- | ------------- | ------------- | ------------- |
| Năm                 | Số môn tham dự | Số VĐV        | Số nội dung tham dự | Vàng          | Bạc           | Đồng          | Tổng số       | Xếp thứ       |
| Athens 1896         | không tham dự  | không tham dự | không tham dự       | không tham dự | không tham dự | không tham dự | không tham dự | không tham dự |
| Paris 1900          | 1              | 2             | 1                   | 0             | 0             | 0             | 0             | —             |
| 1904–1920           | không tham dự  | không tham dự | không tham dự       | không tham dự | không tham dự | không tham dự | không tham dự | không tham dự |
| Paris 1924          | 2              | 9             | 8                   | 0             | 0             | 1             | 1             | 23            |
| Amsterdam 1928      | 1              | 2             | 3                   | 0             | 1             | 0             | 1             | 30            |
| Los Angeles 1932    | 1              | 2             | 2                   | 0             | 0             | 0             | 0             | —             |
| 1936–1956           | không tham dự  | không tham dự | không tham dự       | không tham dự | không tham dự | không tham dự | không tham dự | không tham dự |
| Roma 1960           | 1              | 1             | 1                   | 0             | 0             | 0             | 0             | —             |
| 1964–1968           | không tham dự  | không tham dự | không tham dự       | không tham dự | không tham dự | không tham dự | không tham dự | không tham dự |
| München 1972        | 1              | 7             | 7                   | 0             | 0             | 0             | 0             | —             |
| Montréal 1976       | 2              | 13            | 14                  | 0             | 0             | 0             | 0             | —             |
| Moskva 1980         | không tham dự  | không tham dự | không tham dự       | không tham dự | không tham dự | không tham dự | không tham dự | không tham dự |
| Los Angeles 1984    | 3              | 4             | 3                   | 0             | 0             | 0             | 0             | —             |
| Seoul 1988          | 2              | 4             | 5                   | 0             | 0             | 0             | 0             | —             |
| Barcelona 1992      | 2              | 7             | 8                   | 0             | 0             | 0             | 0             | —             |
| Atlanta 1996        | 4              | 7             | 7                   | 0             | 0             | 0             | 0             | —             |
| Sydney 2000         | 3              | 5             | 5                   | 0             | 0             | 0             | 0             | —             |
| Athens 2004         | 4              | 8             | 8                   | 0             | 0             | 0             | 0             | —             |
| Bắc Kinh 2008       | 3              | 10            |                     | 0             | 0             | 0             | 0             | —             |
| Luân Đôn 2012       | 2              | 5             | 6                   | 0             | 0             | 0             | 0             | —             |
| Rio de Janeiro 2016 | 7              | 10            |                     | 0             | 0             | 0             | 0             | —             |
| Tokyo 2020          | chưa diễn ra   |               |                     |               |               |               |               |               |
| Tổng số             | Tổng số        | Tổng số       | Tổng số             | 0             | 1             | 1             | 2             | 124           |

### Huy chương theo môn
| Môn thi đấu        | Vàng | Bạc | Đồng | Tổng số |
| ------------------ | ---- | --- | ---- | ------- |
| Điền kinh          | 0    | 1   | 0    | 1       |
| Bắn súng           | 0    | 0   | 1    | 1       |
| Tổng số (2 đơn vị) | 0    | 1   | 1    | 2       |

## Thống kê cụ thể ở các lần tham gia
| Năm  | Số VĐV | Số nội dung tham gia | Huy chương | Huy chương | Huy chương | Huy chương |
| ---- | ------ | -------------------- | ---------- | ---------- | ---------- | ---------- |
| Năm  | Số VĐV | Số nội dung tham gia | Vàng       | Bạc        | Đồng       | Tổng số    |
| 1924 | 3      | 6                    | 0          | 0          | 0          | 0          |
| 1928 | 2      | 3                    | 0          | 1          | 0          | 1          |
| 1932 | 2      | 2                    | 0          | 0          | 0          | 0          |
| 1972 | 7      | 7                    | 0          | 0          | 0          | 0          |
| 1976 | 10     | 11                   | 0          | 0          | 0          | 0          |
| 1984 | 1      | 1                    | 0          | 0          | 0          | 0          |
| 1988 | 3      | 4                    | 0          | 0          | 0          | 0          |
| 1992 | 2      | 3                    | 0          | 0          | 0          | 0          |
| 1996 | 3      | 3                    | 0          | 0          | 0          | 0          |
| 2000 | 3      | 3                    | 0          | 0          | 0          | 0          |

| Năm  | Số VĐV | Số nội dung tham gia | Huy chương | Huy chương | Huy chương | Huy chương |
| ---- | ------ | -------------------- | ---------- | ---------- | ---------- | ---------- |
| Năm  | Số VĐV | Số nội dung tham gia | Vàng       | Bạc        | Đồng       | Tổng số    |
| 1976 | 3      | 3                    | 0          | 0          | 0          | 0          |

| Năm  | Số VĐV | Số nội dung tham gia | Huy chương | Huy chương | Huy chương | Huy chương |
| ---- | ------ | -------------------- | ---------- | ---------- | ---------- | ---------- |
| Năm  | Số VĐV | Số nội dung tham gia | Vàng       | Bạc        | Đồng       | Tổng số    |
| 1900 | 2      | 3                    | 0          | 0          | 0          | 0          |
| 1984 | 2      | 1                    | 0          | 0          | 0          | 0          |

| Năm  | Số VĐV | Số nội dung tham gia | Huy chương | Huy chương | Huy chương | Huy chương |
| ---- | ------ | -------------------- | ---------- | ---------- | ---------- | ---------- |
| Năm  | Số VĐV | Số nội dung tham gia | Vàng       | Bạc        | Đồng       | Tổng số    |
| 1992 | 5      | 5                    | 0          | 0          | 0          | 0          |
| 1996 | 2      | 2                    | 0          | 0          | 0          | 0          |
| 2000 | 1      | 1                    | 0          | 0          | 0          | 0          |

| Năm  | Số VĐV | Số nội dung tham gia | Huy chương | Huy chương | Huy chương | Huy chương |
| ---- | ------ | -------------------- | ---------- | ---------- | ---------- | ---------- |
| Năm  | Số VĐV | Số nội dung tham gia | Vàng       | Bạc        | Đồng       | Tổng số    |
| 1924 | 5      | 2                    | 0          | 0          | 1          | 1          |

| Năm  | Số VĐV | Số nội dung tham gia | Huy chương | Huy chương | Huy chương | Huy chương |
| ---- | ------ | -------------------- | ---------- | ---------- | ---------- | ---------- |
| Năm  | Số VĐV | Số nội dung tham gia | Vàng       | Bạc        | Đồng       | Tổng số    |
| 1996 | 1      | 1                    | 0          | 0          | 0          | 0          |

| Năm  | Số VĐV | Số nội dung tham gia | Huy chương | Huy chương | Huy chương | Huy chương |
| ---- | ------ | -------------------- | ---------- | ---------- | ---------- | ---------- |
| Năm  | Số VĐV | Số nội dung tham gia | Vàng       | Bạc        | Đồng       | Tổng số    |
| 1984 | 1      | 1                    | 0          | 0          | 0          | 0          |
| 1988 | 1      | 1                    | 0          | 0          | 0          | 0          |
| 1996 | 1      | 1                    | 0          | 0          | 0          | 0          |
| 2000 | 1      | 1                    | 0          | 0          | 0          | 0          |

| Năm  | Số VĐV | Số nội dung tham gia | Huy chương | Huy chương | Huy chương | Huy chương |
| ---- | ------ | -------------------- | ---------- | ---------- | ---------- | ---------- |
| Năm  | Số VĐV | Số nội dung tham gia | Vàng       | Bạc        | Đồng       | Tổng số    |
| 1960 | 1      | 1                    | 0          | 0          | 0          | 0          |